# Hugh Marlowe
Hugh Marlowe, född 30 januari 1911 i Philadelphia, Pennsylvania, död 2 januari 1982 i New York, var en amerikansk skådespelare.
Förutom nedanstående filmografi, gästspelade Marlowe i en mängd TV-serier som exempelvis Perry Mason, Mannen från Virginia och Alfred Hitchcock presenterar.

## Filmografi
- Brilliant Marriage (1936)
- It Couldn't Have Happened - But It Did (1936)
- Married Before Breakfast (1937)
- Between Two Women (1937)
- For God and Country (1943)
- Äktenskapet - en privatsak? (1944; Marriage Is a Private Affair)
- Mrs. Parkington (19; Mrs. Parkington)
- Vi mötas i St. Louis (1944; Meet Me in St. Louis)
- Nunnan och spelaren (1949; Come to the Stable)
- Blodig gryning (även som Luftens örnar)  (1949; Twelve O'Clock High)
- Natten och staden (1950; Night and the City)
- Allt om Eva (1950; All About Eve)
- Våld (1951; Rawhide)
- Alla tiders dadda i sitt esse (1951; Mr. Belvedere Rings the Bell)
- Mannen från Mars (1951; The Day the Earth Stood Still)
- Trumpeter i skymningen (1952; Bugles in the Afternoon)
- Uppdrag i Trieste (1952; Diplomatic Courier) (endast berättarröst)
- Wait 'Til the Sun Shines, Nellie (1952)
- Föryngringsprofessorn (1952; Monkey Business)
- Gauchon (1952; Way of a Gaucho)
- Anfall i natten (1953; The Stand at Apache River)
- The Adventures of Ellery Queen (1954) (TV-serie)
- Kanske en Casanova (1954; Casanova's Big Night)
- Djävulens trädgård (1954; Garden of Evil)
- Mord på fel person (1955; Illegal)
- World Without End (1956)
- Anfall från rymden (1956; Earth vs. the Flying Saucers)
- Den svarta piskan (1956; The Black Whip)
- Elmer Gantry (1960)
- The Long Rope (1961)
- Fången på Alcatraz (1962; Birdman of Alcatraz)
- 7 dagar i maj (1964; Seven Days in May)
- Castle of Evil (1966)
- Another World (1969–1982) (TV-serie)
- The Last Shot You Hear (1969)